# Park Ludowy w Budapeszcie
Park Ludowy (węg. Népliget) – park w Budapeszcie. Znajduje się pomiędzy dzielnicami Józsefváros i Kőbánya. Ograniczają go ulice Üllői út, Könyves Kálmán krt. i Kőbanyai út.

## Historia parku
Park Ludowy powstał w średniowieczu; na początku nazywał się Köér i stanowił suchy, nieprzyjemny pagórek. Park ten otrzymał w 1244 r. Peszt od króla Beli IV. W 1703 r. przynależność parku do ziem miejskich została potwierdzona przez palatyna Leopolda I.
W latach 1703–1855 nikt parkiem się nie interesował i park zaczął wysychać. W 1855 r. w celu ratowania parku zasadzono drzewa, jednak drzewa te okazały się nieodpowiednie i szybko uschły. W 1863 r. József Ilencfalvy Sárkány zaproponował utworzenie kolejnego parku dla publiczności. Park powstał w 1868 r. (jego projekt przygotował Ármin Pecz).

## Park dzisiaj
Dzisiaj w parku znajdują się drzewa liściaste. Park zajmuje powierzchnię 129 ha (5 ha to place zabaw dla dzieci). Jedną z atrakcji parku jest planetarium.

## Dane techniczne dotyczące parku
- Przy parku znajduje się linia M3 budapeszteńskiego metra i dworzec autobusowy.

- Do parku dojeżdżają autobusy linii 194M, 200E i 254M oraz tramwaj linii 1.